# Цветко, Владимир Петрович
Владимир Петрович Цветко (31 января 1913, Изюм, Российская империя — 22 марта 2006, Санкт-Петербург, Россия) — советский моряк-подводник и военачальник, командир подводной лодки Л-18 в годы Советско-японской войны, Контр-адмирал (1958).

## Биография
Цветко Владимир Петрович родился 31 января 1913 года в городе Изюм Слободско-Украинской губернии, ныне Харьковской области.
На службе с 1931 года, член ВКП(б) с 1939 года.
В 1936 году окончил Военно-морское училище им. Фрунзе. С 1936 по 1939 годы служил штурманом на лодках «М-54» и «М-56». В 1938 году окончил курсы командного состава Учебного отряда подводного плавания им. Кирова. 27 октября 1939 года лодка, на которой служил Цветко, была переведена с железной дороги Черноморского на Тихоокеанский флот, вместе с ней был переведен и сам Цветко. После вхождения в состав Тихоокеанского флота «М-56» получила обозначение «М-48».
С ноябрь 1939 по апрель 1942 года командовал лодкой «М-48». С апреля по сентябрь 1942 года — командир лодки «Щ-120». C сентября 1942 по июнь 1944 года — командир лодки «Щ-118». В июне 1944 года Цветко был назначен командиром лодки «Л-18». На этой должности Цветко в звании Капитан 3 ранга и встретил начало советско-японской войны.
В ходе боевых действий в августе 1945 года 22—27 августа совершил один боевой поход, высадив десант в 61 человек в порту Маока, Сахалин. Во время похода транспортировала также три 45-мм орудия, закреплённых за ограждением прочной рубки. За выполнение боевого задания Цветков был награждён орденом Красного Знамени. Командовал лодкой до декабря 1947 года.
В 1947—1951 годы — командир 2-го дивизиона 1-й бригады ПЛ 5-го ВМФ. С 1951 по 1953 годы командовал 123-й бригадой 40-й дивизии ПЛ 5-го ВМФ. C 1953 по 1954 годы занимал должность начальника штаба 40-го дивизиона ПЛ. В 1955 году окончил академические курсы офицерского состава при ВМА им. Ворошилова. 18 февраля 1958 года Цветкову было присвоено звание Контр-адмирал. C 1953 по 1960 годы — командир первого в СССР соединения атомных подводных лодок – 339-й бригады ПЛ СФ. В 1956 году был награждён орденом Ленина. Заместитель начальника Высшего военно-морского инженерного училища им. Дзержинского с 1960 по 1961 годы. С 1960 по 1961 годы — заместитель начальника Высшего военно-морского инженерного училища им. Дзержинского. В 1970 году был кандидатом военно-морских наук. С 1961 по 1972 — доцент начальник кафедры тактики ВМФ и истории военно-морского искусства Высшего военно-морского училища подводного плавания им. Ленинского комсомола.
С апреля 1972 года в отставке. Продолжал учебно-воспитательную работу до конца 1970-х. В 1985 году в 40ю годовщину дня победы Цветко был награждён орденом Отечественной войны I степени.
Умер 22 марта 2006 года. Похоронен на Серафимовском кладбище в Санкт-Петербурге.

## Личная жизнь
Был женат, его сын Цветко Геннадий Владимирович (1938—2004) пошёл по стопам отца, став офицером-подводником.